# أولاد سيدي إبراهيم (ولاية المسيلة)
بلدية أولاد سيدي إبراهيم هي إحدى بلديات ولاية المسيلة بلغ عدد سكانها 10716 نسمة عام 2008.

## الموقع
تقع بجوار بوسعادة والتي تبعد عنها 10 كم وتبعد عن مركز ولاية المسيلة ب 60 كم
يحدها شمالا بلدية بنزوه ودائرة الشلال وجنوبا بلدية بوسعادة وشرقا بلدية المعاريف وغربا بلدية بنزوه وبلدية سيدي عامر
وتحظى أيضا البلدية بموقع استراتيجي هام، وذلك من خلال الطريق الوطني رقم -08- الذي يربطها ببسكرة والطريق الوطني رقم -46- الذي يصلها بالجلفة تحتوي على متوسطتان وتحتوي على اكثر من خمس مدارس ابتدائية كما يوجد ثانوية واحدة ويتواجد فيها الكثير من الجبال منها جبل السالات